# Anna Muzychuk
Anna Olégivna Muzychuk (en ucraniano: А́нна Оле́гівна Музичу́к; en esloveno: Ana Muzičuk; nacida el 28 de febrero de 1990 en Lviv) es una gran maestra de ajedrez ucraniana, triple campeona del mundo. 
De 2004 a 2014 jugó para Eslovenia. Es la cuarta mujer, después de Judit Polgár, Humpy Koneru y Hou Yifan, en superar la puntuación Elo de 2600, llegando a alcanzar una calificación de 2606 en julio de 2012. Muzychuk ha ganado el Campeonato Mundial Femenino de Ajedrez Rápido (en 2016) y el Campeonato Mundial Femenino de Ajedrez Blitz en dos ocasiones (en 2014 y 2016).
Es activista por la igualdad de la mujer en el deporte y en diciembre de 2017 se negó a participar en el Campeonato del Mundo de Ajedrez Rápido y Relámpago en Riad (Arabia Saudí) porque no quería estar «donde a las mujeres se les trata como ciudadanas de segunda».

## Biografía
Los padres de Muzychuk, ambos entrenadores profesionales de ajedrez, le enseñaron a jugar a la edad de dos años. Jugó su primer torneo a los cinco años y en ese mismo año quedó en segundo lugar en el campeonato de niñas menores de 10 años de Óblast de Leópolis.
De 1997 a 2005 ganó varias medallas en los Campeonatos Juveniles de Ucrania, Europa y el Mundo. Ganó el oro en el Campeonato Europeo Femenino Sub-10 en 1998 y 2000, el Campeonato de Ucrania Femenino Sub-10 en 2000, los campeonatos juveniles ucranianos y europeos sub-12 en 2002, el Campeonato Europeo Femenino Sub-14 en 2003 y 2004 y el Campeonato del Mundo Femenino sub-16 en 2005. Obtuvo la plata en el Campeonato Europeo Femenino Sub-10 en 1997 y 1999, Campeonato Europeo Femenino Sub-12 en 2001, Campeonato Mundial Femenino Sub-12 en 2002 y Campeonato Mundial Femenino Sub-14 en 2004. Fue medallista de bronce en el Campeonato Mundial Femenino Sub-10 en 2000.
Fue galardonada con los títulos de Mujer Maestro FIDE en 2001 y Mujer International Master en 2002.
En 2003, Muzychuk también ganó el Campeonato Ucraniano Femenino. Ganó el Campeonato Ucraniano Sub-20 de 2004.
En 2004, Muzychuk comenzó a jugar para Eslovenia por casualidad: la federación de ajedrez de Eslovenia le ofreció un contrato y le apoyaron durante los siguientes diez años. Jugó para el club de Liubliana, y desde 2004, para la selección nacional de la Olimpiada de Eslovenia, primero en juveniles y luego en torneos para adultos. Durante estos años se convirtió en la jugadora de ajedrez más fuerte de Eslovenia y la tercera mejor jugadora del mundo. Muzychuk continuó jugando para Eslovenia, incluso cuando vivía en Stryi (Ucrania).
En 2007, ganó el campeonato europeo femenino de ajedrez blitz y terminó en segundo lugar en el campeonato europeo femenino de ajedrez rápido, ambos celebrados en Predeal, Rumania.
Muzychuk recibió los títulos de Maestro Internacional en 2007 y Gran Maestro en 2012.
En 2010, jugó en el Torneo de ajedrez Corus dentro del Grupo B, terminando en décimo lugar con un puntaje de 5½ / 13 y una calificación de 2583. En el mismo año, Muzychuk ganó el Campeonato Mundial Juvenil Femenino Sub-20 en Chotowa, Polonia.
Ganó la medalla de bronce en el Campeonato Femenino de Ajedrez Individual Europeo de 2012. En el mismo año, participó en el ACP Golden Classic en Ámsterdam junto con Vassily Ivanchuk, Gata Kamsky, Emil Sutovsky, Le Quang Liem, Krishnan Sasikiran y Baadur Jobava. Era un torneo round-robin con un ritmo de juego de dos horas y media para cuarenta movimientos ampliable con aplazamiento. Terminó en cuarto lugar con un puntaje de 3/6 y una calificación de 2721.
Muzychuk terminó cuarta en el torneo Tata Steel Challengers 2014, anotando 8/13 (+ 4 = 8-1). En abril de 2014, Muzychuk ganó el Campeonato Mundial Femenino de Blitz. En mayo de 2014, regresó a la federación de ajedrez ucraniana. Muzychuk ganó el campeonato femenino de Ucrania de 2014 en Lviv. En enero de 2016, ganó el primer premio femenino en el torneo Masters del Tradewise Gibraltar Chess Festival.
En diciembre de 2016, en Doha, ganó el Campeonato Mundial Femenino Rápido, y dos días después defendió su título del Campeonato Mundial Femenino Blitz.
En octubre de 2017, ganó el Campeonato Europeo de Mujeres ACP Rapid en Monte Carlo. En el mes de noviembre de 2017 se negó a ir al Mundial que se celebraba en Arabia Saudí por el trato denigrante que este país da a las mujeres, renunciando así a poder revalidar su doble corona por mantener sus principios.
En 2018 empezó a jugar en la liga española de ajedrez, en el club Solvay de Cantabria, y ha alcanzado el n.º 1 del ranking de España.

## Competiciones de equipo

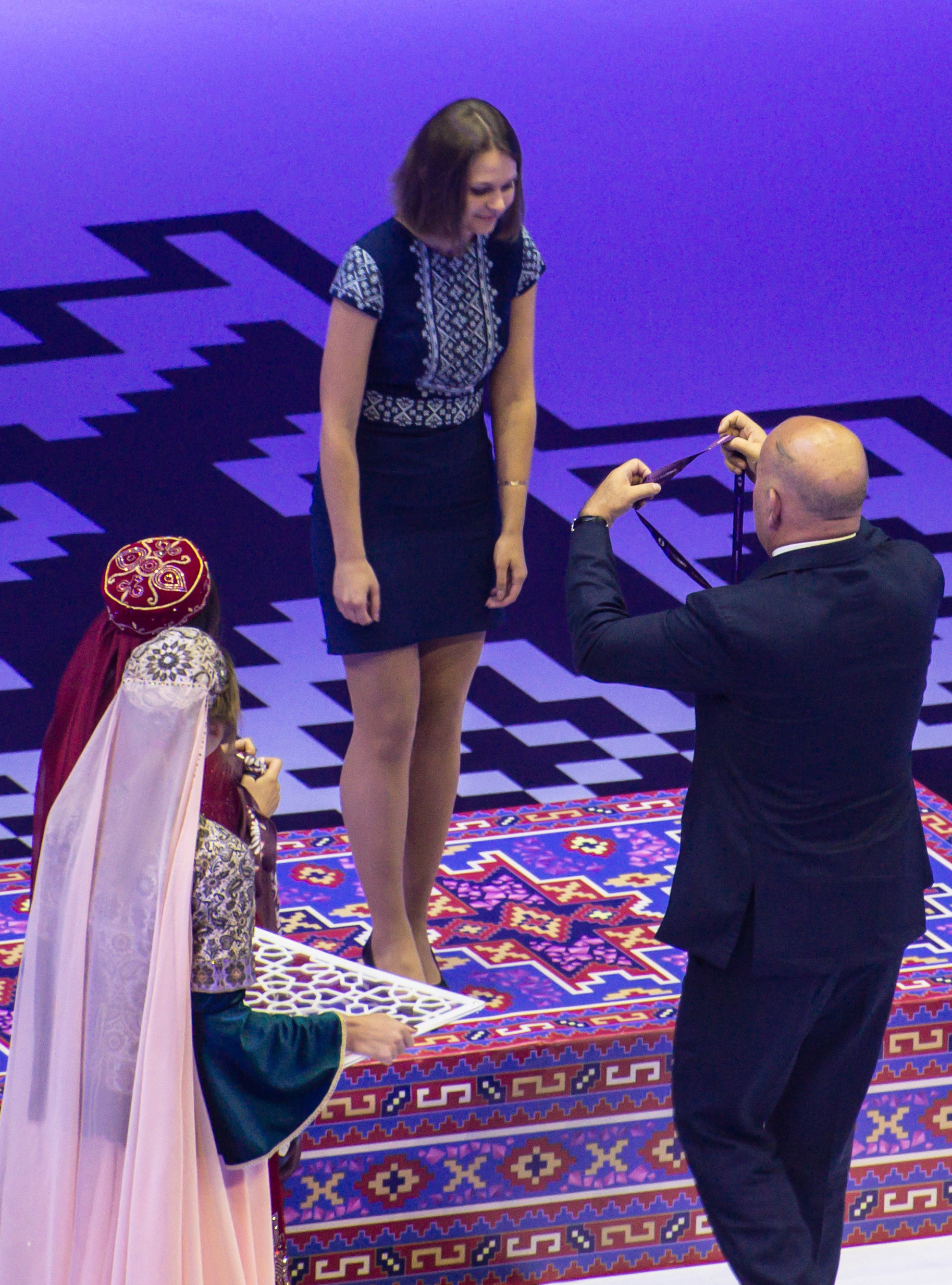
Anna Muzychuk, recibiendo la medalla en la Olimpiada de Ajedrez Femenina de 2016

Muzychuk jugó en la tabla superior para Eslovenia en las Olimpiadas de Ajedrez Femenino de 2004, 2006, 2008, 2010 y 2012. En su primera Olimpiada, en 2004, derrotó, entre otras, a la en ese momento campeona mundial femenina, Antoaneta Stefanova. En 2006, el equipo esloveno, cabeza de serie número 17, finalizó en décimo lugar.
En la Olimpiada del Ajedrez Femenino de 2014, Muzychuk jugó en el tabla superior del equipo ucraniano, que obtuvo el tercer lugar detrás de Rusia y China. En el Campeonato Femenino Europeo de Ajedrez por Equipos de 2015, contribuyó en la consecución de la medalla de plata para Ucrania. En la Olimpiada de Ajedrez Femenina de 2016, el equipo de Ucrania ganó la medalla de plata y Muzychuk también ganó la medalla de oro individual.

## Activista por la igualdad en el deporte
El 11 de noviembre de 2017, Muzychuk escribió en su página oficial de Facebook su intención de no participar en la defensa de sus dos títulos en Arabia Saudita alegando el cómo tratan a las mujeres en ese lugar. El 23 de diciembre reafirmó su posición mencionando que no desea jugar bajo las reglas de nadie, no vestir la abaya, tampoco ser escoltada por nadie cuando tuviese que salir, y no sentirse una criatura secundaria.
Dijo que no quería estar «donde a las mujeres se les trata como ciudadanas de segunda». «Aunque a casi nadie le importase mi decisión», señaló que la reivindicación de la igualdad en el deporte es la mejor victoria que se puede tener. «Lo hice, junto a mi hermana también jugadora, para mantener mis principios y no sentirme como una criatura de segunda categoría».

## Vida personal
Su hermana menor, Mariya, es la Campeona Mundial Femenina de Ajedrez del año 2015.
Habla siete idiomas: ucraniano, inglés, alemán, croata, ruso, esloveno y español.